# Jens Andresen
Jens Andresen (født 10. oktober 1947 i Kalleshave, Agtrup) var formand for Grænseforeningen fra 2016 og for bestyrelsen for Højskolen Østersøen i Aabenraa frem til 2019. I Sønderjyllands Amt var han formand for sygehusudvalget, og han var viceamtsborgmester.
Andresen er opkaldt efter sin farfar (1892-1965), der som den øvrige familie var en stovt forkæmper for danskheden i Sydslesvig. Han er søn af Hans Detlef Andresen (1917-2016) og nevø af Karl Andresen (1926-2004) og Sigfred Andresen (1925-1993).
Jens Andresen har leveret et væsentligt bidrag til sin biografi i Sønderjyske Årbøger 2021.
Jens Andresen er cand.agro. og bor i Branderup i Løgumkloster Kommune. Han har været aktiv i kommunal- og regionspolitik for partiet Venstre og har varetaget en række tillidsposter, herunder medlem af amtsrådet 1994-2006; senere medlem af regionsrådet for Sønderjylland-Schleswig. Kommunalbestyrelsesmedlem i Tønder 2006-09. Han blev Grænseforeningens landsformand efter Mette Bock, da hun blev minister i 2016. Han er lokalformand for Tønder Amts Grænseforening.